# 邢道栄
邢 道栄（けい どうえい）は、中国の通俗歴史小説『三国志演義』に登場する架空の武将。

## 物語中の活躍
『演義』第52回に登場。後漢時代末期の零陵郡太守劉度の配下の大将。大斧（または大鉞）の使い手で、劉度の息子劉賢から「万夫不当の荒武者」と評される役回り。古の楽毅、田単に並ぶ猛将、とも評される。
劉賢の推薦を受け、建安14年（209年）に零陵へ進攻してくる劉備軍を迎え撃つ。邢道栄は戦場で諸葛亮を見かけると、しばしの舌戦の後これに襲い掛かろうとする。しかし目の前に現れた張飛と数合も渡り合えずに敗走し、行く手に趙雲が立ちはだかると降伏してしまう。
劉備の本営に連れて行かれると劉備に即座に斬られそうになるが、邢道栄は劉賢を説得すると言い訳し、いったん劉賢の本営に戻ることを許される。帰還した邢道栄は、劉備軍を滅ぼすために伏兵策を劉賢に奉じ、劉賢も了承する。ふたりは諸葛亮の陣を攻めようとする。
しかしこの策はすべて劉備軍に見抜かれており、包囲をうけ劉度軍は壊滅。邢道栄は趙雲に一撃で討ち取られ、劉賢は張飛に生け捕られてしまう。劉賢は謀略の責任を全部邢道栄に押し付け、父の劉度と共に劉備に降伏する。
横山光輝の『三国志』では劉備軍に捕らえられた後、何故か劉備に不信を疑われ、「斬れっ！」と即断即決で処刑されかかっている。